# Мозель (департамент)
Мозе́ль (фр. Moselle) — департамент на північному сході Франції, один з департаментів регіону Гранд-Ест. Порядковий номер 57. Адміністративний центр — Мец. Населення — 1 036 776 осіб (19-е місце серед департаментів, дані 2006 р.).

## Географія
Площа — 6 216 км². Через департамент протікають річки Мозель, Саар, Сейль.
Департамент включає 9 округів, 51 кантон і 730 комун.

## Історія
Мозель — один з перших 83 департаментів, утворених під час Великої французької революції в березні 1790 р. Виник на території колишньої провінції Лотарингія. Назва походить від річки Мозель. У 1793 р. Франція приєднала до своєї території ряд областей, раніше тих, що входили до складу Священної Римської імперії, проте у 1814 р., після поразки Наполеона, майже всі завойовані землі відійшли до німецької держави.